# لئونل سانچز
لئونل سانچز (اسپانیایی: Leonel Sánchez‎؛ زادهٔ ۲۵ آوریل ۱۹۳۶ – ۲ آوریل ۲۰۲۲) یک بازیکن فوتبال اهل شیلی بود.

## تیم ملی
وی همچنین در تیم ملی فوتبال شیلی بازی کرده است.